# GVAV in het seizoen 1963/64
Het seizoen 1963/1964 was het 10e jaar in het bestaan van de Groningse betaaldvoetbalclub GVAV. De club kwam uit in de Eredivisie en eindigde daarin op de achtste plaats. Tevens deed de club mee aan het toernooi om de KNVB beker, hierin werd de club in de eerste ronde uitgeschakeld door Helmondia '55 (0–2).

## Wedstrijdstatistieken

### Eredivisie
|       | ADO   | Ajax  | Blauw-Wit | DOS   | DWS/A | Feijenoord | Fortuna '54 | Go Ahead | Heracles | MVV   | NAC   | PSV   | Sparta | Sportclub Enschede | Volendam |
| ----- | ----- | ----- | --------- | ----- | ----- | ---------- | ----------- | -------- | -------- | ----- | ----- | ----- | ------ | ------------------ | -------- |
| Thuis | 1 – 2 | 3 – 1 | 2 – 0     | 3 – 0 | 1 – 2 | 1 – 5      | 3 – 0       | 2 – 2    | 2 – 1    | 2 – 0 | 1 – 0 | 1 – 0 | 3 – 1  | 3 – 0              | 2 – 1    |
| Uit   | 3 – 1 | 4 – 2 | 1 – 1     | 2 – 1 | 3 – 1 | 4 – 2      | 1 – 0       | 1 – 1    | 2 – 2    | 2 – 2 | 2 – 1 | 0 – 0 | 4 – 1  | 1 – 1              | 0 – 0    |

### KNVB beker
| 1e ronde                                   | Helmondia '55                        | 2 – 0 (0 – 0) | GVAV |
| 29 september 1963 Plaats: Helmond De Braak | Frans Overzier 65' (pen.) Cor Clynck |               |      |

## Statistieken GVAV 1963/1964

### Eindstand GVAV in de Nederlandse Eredivisie 1963 / 1964
| Stand | Gespeeld | Gewonnen | Gelijk | Verloren | Punten | Doelpunten voor | Doelpunten tegen |
| ----- | -------- | -------- | ------ | -------- | ------ | --------------- | ---------------- |
| 8e    | 30       | 11       | 8      | 11       | 30     | 46              | 45               |

### Topscorers
| #              | Naam                       | Goal |
| -------------- | -------------------------- | ---- |
| 1.             | Klaas Nuninga              | 15   |
| 2.             | Dick Bosschieter           | 8    |
| 3.             | Henny Weering              | 5    |
| 4.             | Martin Koeman              | 5    |
| 5.             | Piet Fransen               | 4    |
| 6.             | Ferry Pettersson           | 3    |
| 7.             | Henk Meuken                | 2    |
| 8.             | Pier Alma                  | 1    |
| 8.             | Gosse Beukema              | 1    |
| 8.             | Henk Zoetendal             | 1    |
| Eigen doelpunt |                            |      |
| –              | Gerrit Brugmans (Heracles) | 1    |
| Totaal         | Totaal                     | 46   |

| #      | Naam        | Goal |
| ------ | ----------- | ---- |
| –      | Geen speler | 0    |
| Totaal | Totaal      | 0    |

## Voetnoten
ADO ·
Ajax ·
Blauw-Wit ·
DOS ·
DWS ·
Sportclub Enschede ·
Feijenoord ·
Fortuna '54 ·
Go Ahead ·
GVAV ·
Heracles ·
MVV ·
NAC ·
PSV ·
Sparta ·
Volendam